# Adorables Faussaires
Pour plus de détails, voir Fiche technique et Distribution.
Adorables Faussaires (The Hot Touch) est un film américano-canadien réalisé par Roger Vadim, sorti en 1981.

## Fiche technique
- Titre original : The Hot Touch
- Titre français : Adorables Faussaires
- Réalisation : Roger Vadim
- Scénario : Peter Dion et Jean-Yves Pitoun
- Musique : André Gagnon
- Pays d'origine : États-Unis - Canada
- Format : Couleurs - Mono
- Date de sortie : 1981

## Distribution
- Wayne Rogers : Danny Fairchild
- Marie-France Pisier : Dr. Simpson
- Lloyd Bochner : Severo
- Samantha Eggar : Samantha O'Brien
- Patrick Macnee : Vincent Reyblack
- Melvyn Douglas : Max Reich
- Gloria Carlin : Kelly
- Allan Kolman : Lincoln Simpson